# شركة تبوك للتنمية الزراعية
شركة تبوك للتنمية الزراعية هي شركة مساهمة سعودية، تأسست في الحادي والعشرين من مارس عام 1983 في منطقة تبوك في المملكة العربية السعودية، برأس مال 450 مليون ريال سعودي، ومساحة نحو 35 ألف هكتار زراعي. تنشط الشركة في الإنتاج الزراعي كالحبوب والبذور والبطاطس والأعلاف، إلى جانب البصل والفاكهة وزيت الزيتون، إضافة إلى الإنتاج الحيواني، والتصنيع الزراعي، وتسويق المنتجات.

## الشركات التابعة
شركات تابعة ومساهمة فيها شركة تبوك للتنمية الزراعية:
- شركة جنات للاستثمار الزراعي.
- المجموعة الزراعية السعودية.
- الشركة الوطنية لإنتاج وتجارة البذور.